# Route nationale 4 (Haïti)
Pour les articles homonymes, voir Route nationale 4.
La route nationale 4, ou RN 4, est une route nationale d'Haïti, reliant Léogâne à Jacmel.

## Présentation
La route nationale 4 bifurque à partir de la RN 2 au carrefour Dufort, au sud de Léogâne.
Ensuite, la RN4 franchit la chaîne de la Selle puis continue en lacets jusqu'au centre-ville de Jacmel.
La RN 4 relie le golfe de la Gonâve à la mer des Caraïbes.

## Tracé
- Dessources, Dufort
- Cajhon
- Cormier
- Fond-de-Bourdin
- AM Batonelle
- Léogâne, Beloc
- Bas-Coq Chante
- Haut-Coq Chante
- Jacmel